# Sullana (Unternehmen)
Sullana AG war ein Schweizer Tabakwarenhersteller. Das Unternehmen wurde 1916 als Cigarettenfabrik Beer & Cie. gegründet und hatte seinen Sitz und Produktionsstandort bis Mitte der 1960er Jahre in Zürich und danach bis zur Produktionseinstellung 1996 in Wetzikon. Gleichzeitig war Sullana die bekannteste vom Unternehmen hergestellte Zigarettenmarke.  

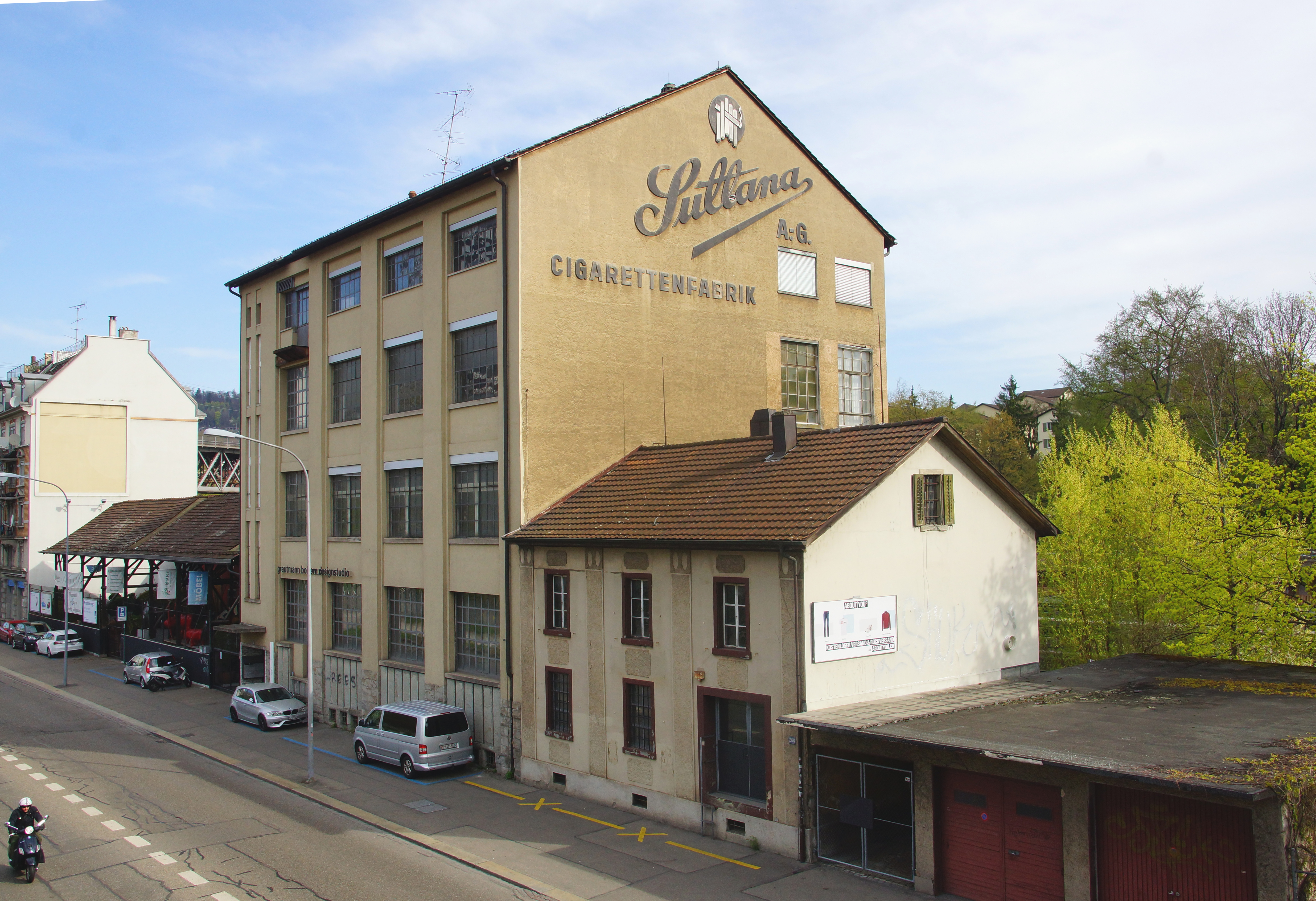
Zigarettenfabrik in Zürich am Sihlquai (2018)

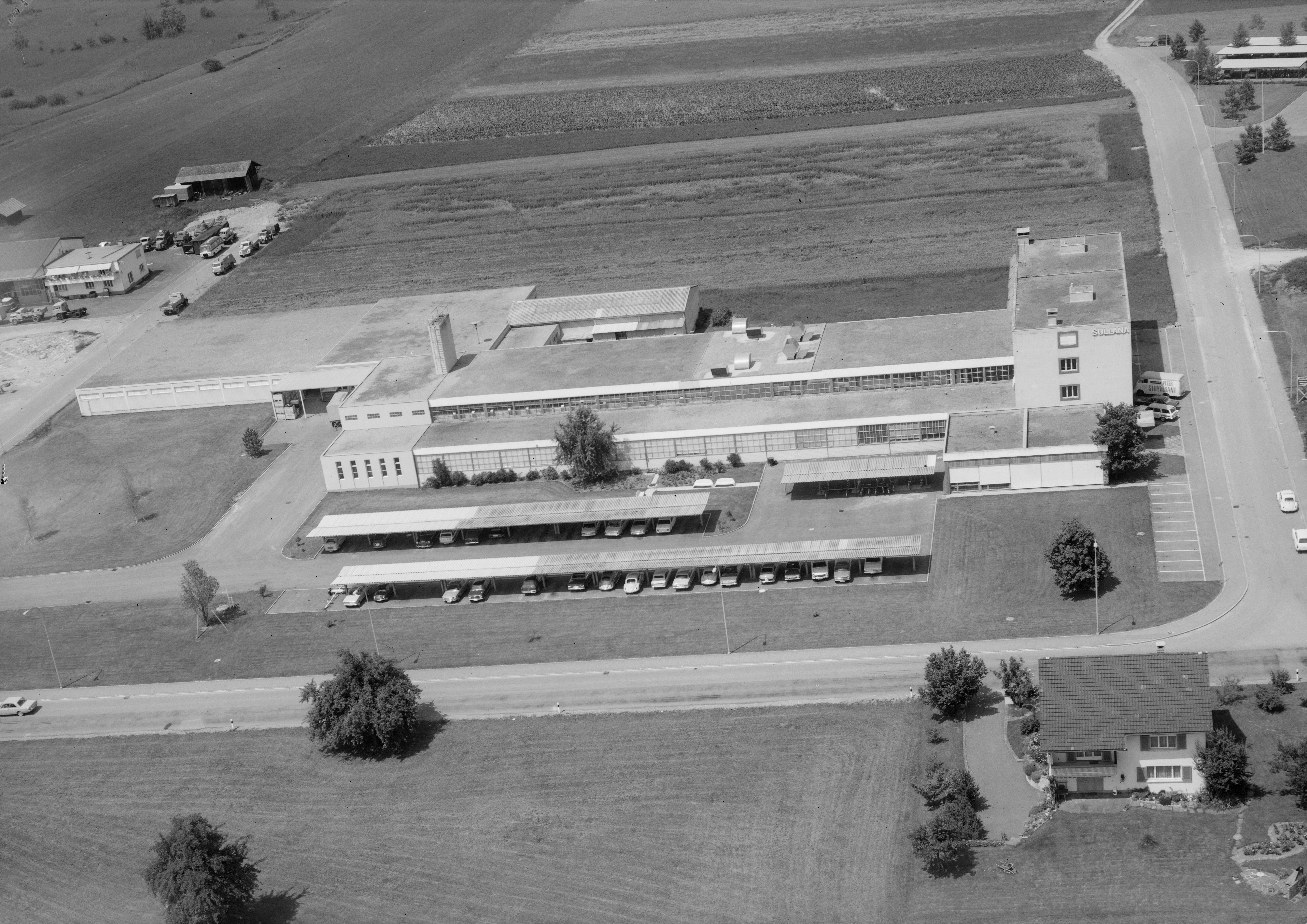
Fabrikgebäude in Wetzikon (1969)

## Geschichte
Gegründet wurde die Firma 1922 von F. Beer. Der erste Firmensitz befand sich an der Badenerstrasse in Zürich, bevor die Firma 1922 in einen Neubau am Sihlquai 268 umzog. Ab 1930 wurde «Sullana» als Marke eingeführt und vertrieben. 1939 erfolgte die Umwandlung des Unternehmens in die «Sullana AG».
1940 wurde die Sullana AG in einem Sonderheft der Reihe Neu-Zürich in Wort und Bild als führendes Unternehmen der einheimischen Zigarettenindustrie, das die «hohe Kultur der orientalischen Zigarettenproduktion» in der Schweiz eingeführt habe, beschrieben. Beworben wurde sie zu dieser Zeit als meistgerauchte 1,--Franken-Zigarette der Schweiz und mit «Sie kratzt nicht, das ist ihr Geheimnis».
1964 ersteigerte die Firma ein Fabrikgebäude an der Kastellstrasse 1/3 in Wetzikon und zog 1965 mit der Verwaltung und 1966 mit der Produktion dorthin um. Um diese Zeit wurde die Zigarettenherstellung in Zürich eingestellt.
1963 wurde die Aktiengesellschaft von der Turmac Tobacco Comp. B.V. Amsterdam aufgekauft und in den Rothmans-Konzern eingegliedert. Zum sechzigjährigen Bestehen des Unternehmens wurden die damals 100 Mitarbeiter nach Amsterdam eingeladen. 1983 wurde die Verkaufs- und Versandabteilung, welche davor in Genf ansässig war, ebenfalls nach Wetzikon verlagert. In diesem Jahr wurden 1,6 Milliarden Zigaretten hergestellt, die zu 60 Prozent exportiert wurden. 1985 wurde nach Umbau- und Rationalisierungsinvestitionen in Höhe von 5 Millionen Franken ein Tag der offenen Tür veranstaltet. Der Firmengewinn betrug in diesem Jahr 1,8 Millionen Franken.
1996 wurde die Produktion in Wetzikon eingestellt. Sie wurde damit wie viele andere Firmen vorher, von denen sie teilweise die Angestellten übernommen hatte, ein Opfer der Konzentrationsbewegung in der Tabakindustrie.
2020 wurde gemäß der Ausgabe vom 10. Januar 2020 des Schweizerischen Handelsamtsblatts (SHAB) im Handelsregisteramt des Kantons Zürich eine Sullana GmbH zum Zweck des Vertriebs von Tabakwaren registriert.

## Zigarettenfabrik in Zürich

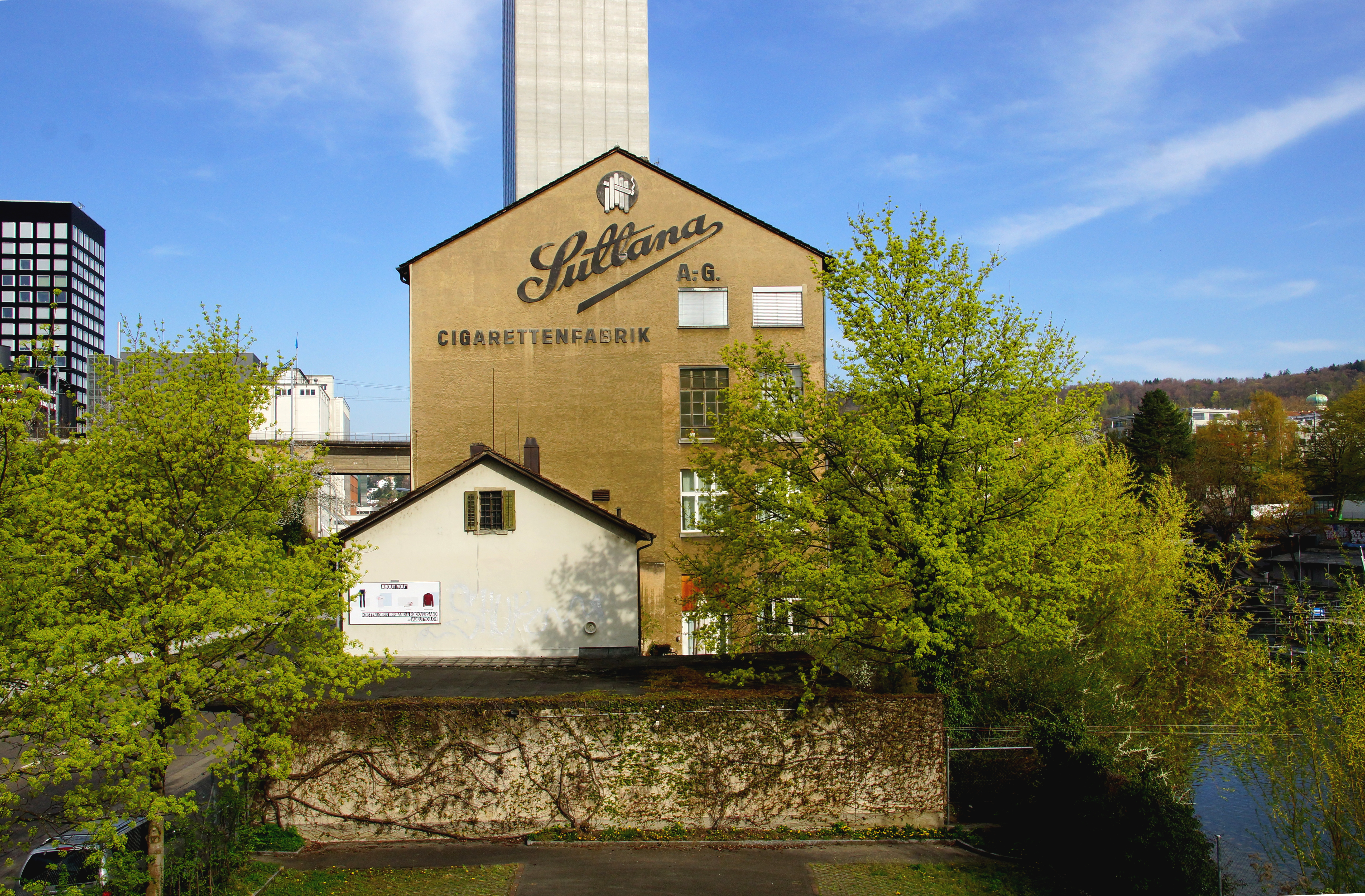
Gebäude mit Reklameschrift (2018)

Nach dem Auszug der Sullana AG wurde das Gebäude zuerst von einer Vertriebsfirma für Zigaretten- und Musikautomaten genutzt. Später wurde es von einem Design- und Nagelstudio angemietet, das sich bis jetzt (Stand 2018) dort befindet. Die dort befindliche Fassadenreklame wird sowohl vom Zürcher Städtebauamt als auch vom Typografie-Experten François Baer als elegantes und stilecht erhaltenes Zeugnis der historisch bedeutsamen industriellen Vergangenheit des Sihlquais angesehen. Obwohl es rechtlich möglich gewesen wäre, wurde ein Kulturgutschutz bisher nicht angestrebt.
Das Gebäude befindet sich im Besitz des Kantons Zürich, der es im Rahmen des nicht verwirklichten Zürcher Expressstrassen-Y-Projekts aufkaufte. Eine neue Diskussion um den Erhalt des Reklameschriftzugs soll es erst bei einem eventuellen Verkauf oder Umbau geben, der derzeit (Stand 2018) nicht geplant ist.

## Sonstiges
In der ersten Hälfte der 1930er Jahre wurden den Packungen 298 verschiedene Motive mit Fotos von Schweizer Ansichten beigelegt. Im Gegensatz zu anderen Firmen gab es dazu kein Sammelalbum.
Die Aktiengesellschaft hatte einen betrieblichen Pensionsfonds in der Rechtsform einer Stiftung, die mittlerweile aufgelöst wurde.
1988 durfte die Belegschaft sich unter Anleitung von Jörg Lenzlinger, Rolf Konrad und Werner Casty zwei Wochen lang künstlerisch betätigen.
Sullana-Zigarettenschachteln sind hoch gehandelte Sammelobjekte bei eBay.

## Belege
1. 1 2 3  Zürcher Oberländer vom 2. Februar 1967 (zitiert nach dem Geschichtswiki des Ortsarchivs Wetzikon).
2. 1 2 3 4 5 6  Martin Huber: Die Zigarettenreklame aus glücklicheren Rauchertagen. In: Tages-Anzeiger. 31. Januar 2011.
3. ↑  Zürcher Oberländer vom 17. November 1966 (zitiert nach dem Geschichtswiki des Ortsarchivs Wetzikon).
4. ↑  Zürcher Oberländer vom 11. Juli 1983 (zitiert nach dem Geschichtswiki des Ortsarchivs Wetzikon).
5. ↑  Zürcher Oberländer vom 3. Juli 1986 (zitiert nach dem Geschichtswiki des Ortsarchivs Wetzikon).
6. ↑  Zürcher Oberländer vom 3. Oktober 1996 (zitiert nach dem Geschichtswiki des Ortsarchivs Wetzikon).
7. ↑  Hillmar Höber: Hommage an die kaiserliche «Tabak-Regie». In: Neue Zürcher Zeitung. 19. März 2003.
8. ↑  DV Bern AG: Sullana GmbH. Abgerufen am 6. Oktober 2020.
9. ↑  Liste der ausgegebenen Motive auf sammelbilderalben.ch.
10. ↑  Fürsorge- und Pensionsfonds der Firma Sullana AG bei Moneyhouse.
11. ↑  Zürcher Oberländer vom 15. November 1988 (zitiert nach dem Geschichtswiki des Ortsarchivs Wetzikon).
12. ↑  Vereinigung «Neu-Zürich» (Hg.): «Kreis 5», Sonderheft von ‹Neu-Zürich› in Wort und Bild, Zürich, 1940 (Dokument). Stadtarchiv Zürich.
13. ↑  Sullana AG (Zigarettenfabrik) auf WorldCat.